# August Lumbe
August Lumbe ( 24. srpna 1819 Praha – 27. října 1890 Bubeneč) byl pražský měšťan a úředník Rakouské zemské banky, starosta Bubenče a majitel Císařského mlýna v Bubenči.

## Život a kariéra
Narodil se jako nejmladší ze synů Josefa Daniela Lumbeho, profesora filozofie na Akademickém gymnáziu v Praze, z jeho druhého manželství s Alžbětou, rozenou Wurmovou. Jeho křestním kmotrem byl právník a archeolog Matyáš Kalina z Jäthensteinu.
Začínal jako účetní roku 1841 ve Vídni, v hlavním sídle Rakouské zemské banky, jejíž pražskou pobočku pomáhal založit od roku 1850. Od roku 1852 a bydlel na Novém Městě pražském v domě čp. 741/II.
Přiženil se do rodiny Bellmannovy, která vlastnila v Jungmannově domy č.p. 740/II, 741/II, 742/II a 743/II a v domě 747/II provozovala zvonařskou dílnu. Manželka Karolína Bellmannová (1823-1897) byla dcerou c. k. dvorního zvonaře a kovolitce Karla Bellmannaa sestrou nakladatele Karla Ferdinanda Bellmanna. Vychovali pět dětí, z nichž vynikl Gustav Lumbe (1857-1915). S manželkou později vlastnili Císařský mlýn v Bubenči s přilehlými pozemky. V roce 1865 si Císařský mlýn od manželů Lumbeových na 10 let pronajala významná papírnická rodina Piette-Rivage.
Na jaře roku 1886 byl zvolen starostou Bubenče, ale na podzim téhož roku kvůli špatnému zdraví odstoupil a o čtyři roky později zemřel. Oba s manželkou byli pochováni na hřbitově v Bubenči.

## Potomci
Zanechal pět dětí: dcery Karolínu, provdanou Čálkovou, Annu provdanou Zieglerovou, August(in)u provdanou Kreutzbergovou, syny Augusta a Karla. Starší syn August Lumbe (1857-1915) řídil filiálku Eskomptní banky v Litoměřicích, mladší Karl působil v Berlíně. Dcery Karolína a Anna se provdaly za bankovní úředníky. Dcera Augustina se provdala za Ludvíka Kreutzberga, ředitele pražské železářské společnosti v Nýřanech.